# Liana Dumitrescu
Liana Dumitrescu (20 de janeiro de 1973 - 27 de janeiro de 2011) foi uma política romena.
Ela foi membro da Câmara dos Deputados entre 2004 e 2011, além de ter sido líder da Associação dos Macedônios na Romênia, um partido político que representa a etnia macedônia no país.